# Martin Frýdek (calciatore 1969)
Martin Frýdek (Hradec Králové, 9 marzo 1969) è un allenatore di calcio ed ex calciatore ceco, di ruolo centrocampista.
Anche il suo omonimo figlio è un calciatore.

## Carriera

### Giocatore

#### Club
Iniziò a giocare nelle giovanili dello FC Hradec Králové e dell'Agro Kolín. Tra il 1989 e il 1990 fece il servizio militare con il VTJ Karlovy Vary. Sempre nel 1990 passò allo Sparta Praga con il quale giocò per sette anni. Nel 1997 si trasferì in Germania al Bayer Leverkusen dove rimase un solo anno; l'anno successivo il Bayer lo cedette al Duisburg, dove entrò in campo 5 volte.
Nel 1999 ritornò in Repubblica Ceca al FK Teplice. Nel gennaio 2002 fu ceduto al SC Xaverov, squadra di seconda divisione, dove giocò fino al 2004. Dopo aver giocato per un anno con l'FK Semice, militò tra aprile e novembre 2006 al Dukla Praga.

#### Nazionale
Con la Cecoslovacchia collezionò 8 presenze tra il 1991 e il 1993. Con la Rep. Ceca giocò, dal 1994 al 1997, 29 partite impreziosite da 4 reti e partecipò al campionato d'Europa 1996.

### Allenatore
Ha allenato l'FK Kolín in 3. Liga e la squadra Under-15 del Dukla Praga.

## Palmarès

### Club

#### Competizioni nazionali
- Campionato cecoslovacco: 2

Sparta Praga: 1990-1991, 1992-1993
- Campionato ceco: 3

Sparta Praga: 1993-1994, 1994-1995, 1996-1997
- Coppa di Cecoslovacchia: 1

Sparta Praga: 1991-1992
- Coppa della Repubblica Ceca: 1

Sparta Praga: 1995-1996